# Leonard Thiessen
Charles Leonard Thiessen, född 3 juni 1902 i Omaha i Nebraska, död där 27 mars 1989, var en amerikansk tecknare, grafiker, skulptör och konstpedagog.
Thiessen studerade konst vid University of Nebraska och vid Heatherley School of Fine Art i London samt en kortare tid vid Kungliga konsthögskolan. Bland hans offentliga arbeten märks en rad muralmålningar i en rad amerikanska kyrkor. Han anställdes 1951 som lärare vid Joslyn Art Museum i Omaha. Thiessen är representerad vid bland annat Museum of Nebraska Art.